# Explosion eines Tankwagens in Cap-Haïtien 2021
Die Explosion eines Treibstoff-Tankwagens ereignete sich am 14. Dezember 2021 in der haitianischen Hafenstadt Cap-Haïtien. Es kamen mindestens 90 Menschen ums Leben.

## Vorgeschichte
Die Treibstoffversorgung Haitis ist prekär, da es nur zwei Anlandepiers bei Port-au-Prince gibt. Das Land litt im Jahr 2021 monatelang unter einem massiven Treibstoffmangel, da kriminelle Banden die zu den Ölterminals führenden Straßen kontrollierten. Sie entführten Treibstofftanklaster und verlangten für die Freilassung der Fahrer hohe Lösegelder. Die Regierung konnte die Bevölkerung nicht in genügendem Ausmaß mit Treibstoff versorgen. Die Treibstoffknappheit wurde durch Schwarzmarkthändler und Tankstellenbesitzer verschärft, die angeblich Treibstoff horteten, um die Treibstoffpreise in die Höhe zu treiben. Der Finanzminister Michel Patrick Boisvert kündigte am 7. Dezember 2021 eine Anpassung der Kraftstoffpreise an. Außerdem schlug er am 10. Dezember 2021 vor, die Benzinsubventionen zu kürzen und die Preise um 24 % zu erhöhen, während die Preise für Diesel um 109 % und Kerosin um 116 % steigen sollten. Viele Bürger konnten sich somit Benzin nicht mehr leisten, weswegen es vermehrt zu Plünderungen kam.
Bereits vier Tage vor dem Unglück in Cap-Haïtien waren bei der Explosion eines Tankwagens in einem Lagerhaus in Trou-du-Nord eine Person getötet und mehrere verletzt worden. Dort lagerte angeblich Treibstoff vom Schwarzmarkt, der zur Versorgung der Stadt gedacht war.

## Explosion
In der Nacht vom 13. auf den 14. Dezember 2021 gegen 0:30 Uhr verlor der Fahrer eines Tankwagens am östlichen Eingang der Stadt Cap-Haïtien die Kontrolle über sein Fahrzeug, als er einem Motorradtaxi ausweichen wollte. Der LKW, der 40.000 Liter Benzin geladen hatte, kippte samt seiner Ladung auf der Straße um. Viele Einwohner liefen trotz der Warnung des LKW-Fahrers zum Tankwagen, um den Treibstoff zu plündern, der auf die Straße gelaufen war. Dann explodierte das Fahrzeug, wobei im Umkreis von über 90 Metern ca. 30 Häuser, Fahrzeuge und Motorräder in Brand gerieten. Nach ersten Angaben der örtlichen Behörden kamen bei dem Brand 61 Menschen ums Leben, 47 weitere erlitten Brandverletzungen unterschiedlichen Schweregrades (20 mit schweren Verbrennungen dritten Grades, 27 mit leichten Verbrennungen ersten Grades). Am 20. Dezember wurde bereits über mindestens 90 Tote berichtet.

## Reaktionen
Der Regierungschef Ariel Henry ordnete am Tag der Explosion eine dreitägige Staatstrauer an. Das Regionalbüro der Vereinten Nationen mit Sitz Haiti bot den Behörden Unterstützung an. Papst Franziskus zeigte sich bestürzt und betete für die Opfer.